# Потужність (геологія)
Потужність покладу (шару, гірської породи, товщі порід) — геометричний параметр покладу, що характеризує відстань між покрівлею і ґрунтом покладу уздовж осі січної розвідувальної або гірничої виробки, а також по характерних напрямках. В останньому випадку розрізняють вертикальну, горизонтальну (ухрест простягання покладу) і нормальну потужність. Якщо користуються поняттям «потужність» без прикметника, то мають на увазі нормальну потужність. 
У технічному відношенні розрізняють повну, повну корисну, що виймається і вийману корисну потужність покладу: 
- повна дорівнює відстані між покрівлею і ґрунтом покладу з включеннями порожніх порід;

- повна корисна дорівнює повній потужності без породних включень;
- виймана дорівнює відстані між покрівлею і ґрунтом очисної виїмки;
- виймана корисна дорівнює тій що виймається потужності без породних включень.